# Salt Lake Assembly Hall
Pour les articles homonymes, voir Assembly Hall.
Le Salt Lake Assembly Hall (Salle de l’Assemblée de Salt Lake) est l'un des bâtiments appartenant à l'Église de Jésus-Christ des saints des derniers jours à l’angle sud-ouest de Temple Square à Salt Lake City, Utah.

## Architecture
Le Salt Lake Assembly Hall est une salle de réunion de style gothique victorien. Les murs de granit brut sont agencés dans un style cruciforme rendant l'extérieur de la salle semblable à une petite cathédrale gothique. Vingt-quatre flèches marquent la base du périmètre du bâtiment et une tour s'élève depuis l'intersection au sol semblable à une croix. La forme cruciforme est complétée par des étoiles de David posées au-dessus de chaque entrée. Ces dernières symbolisent la perception que les saints des derniers jours ont d’un nouveau rassemblement biblique des Tribus d'Israël.
Toutefois, l’extérieur faussement gothique cache un intérieur plus moderne sans plafonds voûtés. Bien que construit en monzonite, roche tirée de la même carrière que celle du temple de Salt Lake, l’extérieur de la salle du Salt Lake Assembly Hall est bien différent. Les pierres du Assembly Hall n'ont pas été coupées selon les mêmes exigences que celles du temple. Ce qui veut dire pour la construction, une texture plus sombre et plus grossière et des joints de maçonnerie plus larges entre les pierres.
Le Monument de la Mouette (Seagull Monument) se trouve en face de l'édifice, côté est.

## Histoire
La construction du Assembly Hall a commencé le 11 août 1877, à l'angle sud-ouest de Temple Square sur le site de ce qu'on a appelé le "Vieux Tabernacle", rasé au début de l'année.
L'ancienne structure, un immeuble fait d’adobe jugé inadéquate par l’Église, a été construite en 1852 et comportait 2 500 sièges. Le "Vieux Tabernacle" ne doit pas être confondue avec le Tabernacle de Salt Lake City, construit en 1867. Le dôme du Tabernacle se trouve directement au nord de la Salle de l'Assemblée.
Durant les deux premières années de la construction, le Assembly Hall a été erronément appelé le  "nouveau tabernacle". John Taylor, alors président de l'Église, dissipa la confusion en le nommant le « Salt Lake Assembly Hall" en 1879.
Obed Taylor, architecte désigné, conçut la structure en gothique victorien, style populaire à l'époque.
Utilisant les éclats de granit du Temple de Salt Lake en cours de construction, l’entrepreneur Henry Grow termina la construction en 1882 pour un coût total de 9 000 $.
Après le Tabernacle, le Assembly Hall a été la deuxième structure permanente achevée à Temple Square. Cependant, il a été modifié plusieurs fois depuis. Une girouette représentant un ange volant comme celui qui était au sommet du temple de Nauvoo à Nauvoo Illinois a été supprimée. En outre, des peintures murales du plafond initial représentant les Prophètes anciens et modernes dans l'église de Jésus-Christ des saints des derniers jours ont été repeintes.
Les rénovations les plus complètes eurent lieu de 1979 à 1983 pour corriger les faiblesses structurelles dans la construction des tours et les fermes de toit.

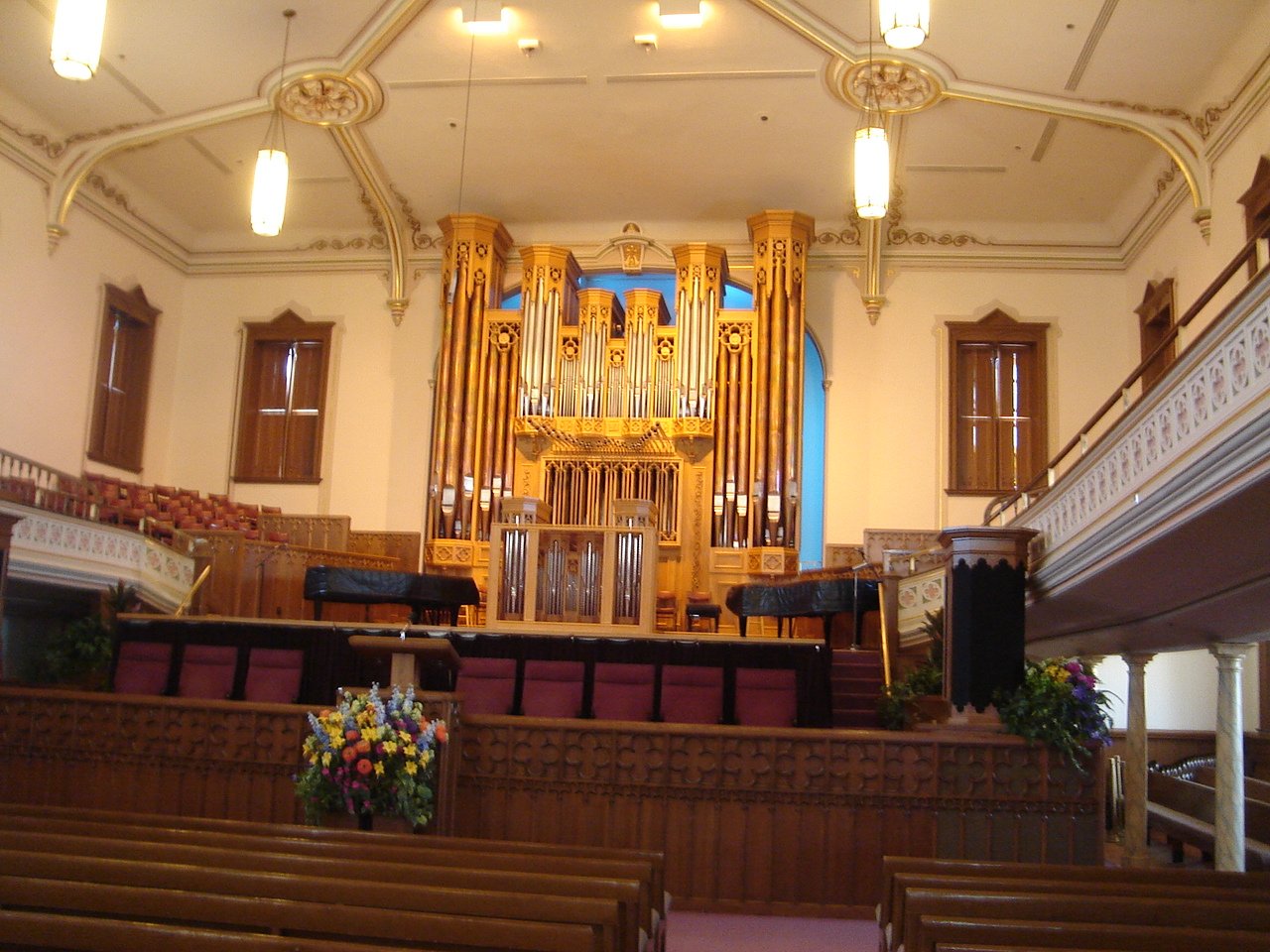
L'orgue du Assembly Hall

Pendant la reconstruction de la tour, chacune des 24 flèches a été remplacée par des moulages de fibre de verre. En outre, tous les bancs de bois ont été rénovés, et un nouvel orgue de 3 489 tuyaux a été installé. L’acoustique dans le bâtiment a été renforcée par l'installation de centaines de petits haut-parleurs.
Actuellement, dans le Assembly Hall sont occasionnellement organisés des concerts de musique gratuits le week-end, et il absorbe le trop-plein du public des conférences générales annuelles et semi-annuelles de l’Église.

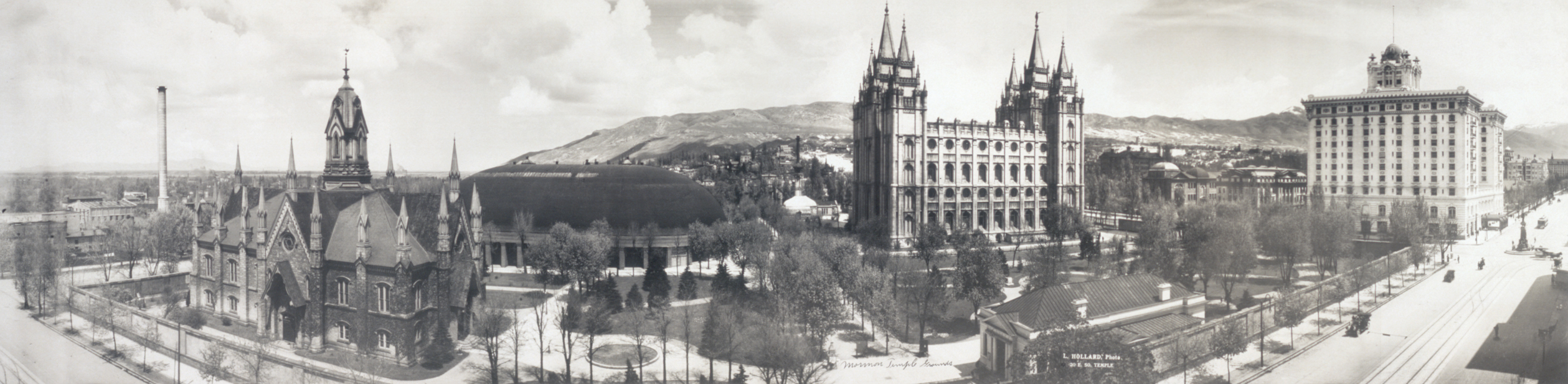
Panorama depuis la South Temple Street, 1912